# 阿赫里達峰
78°01′48″S 86°06′46.6″W / 78.03000°S 86.112944°W

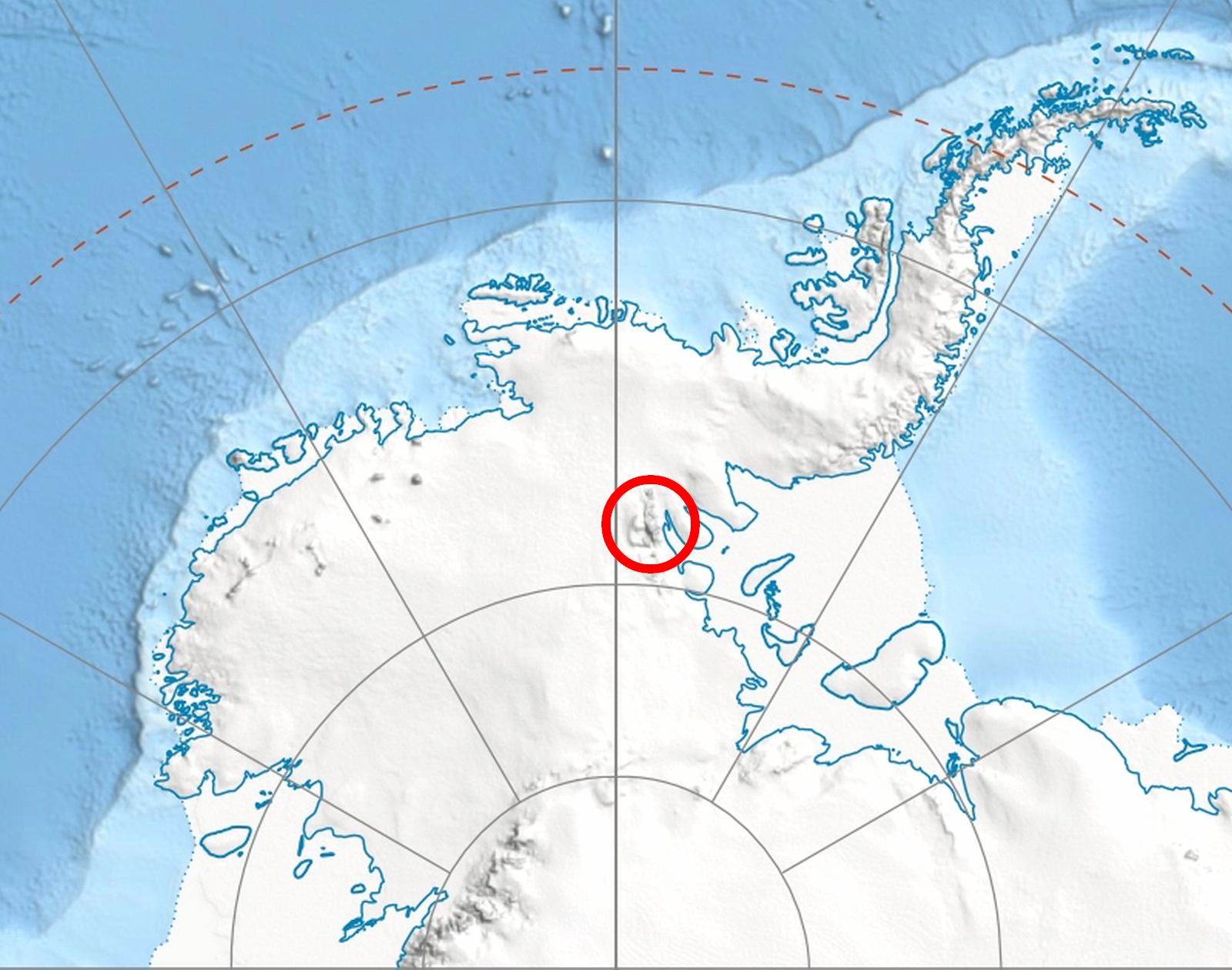

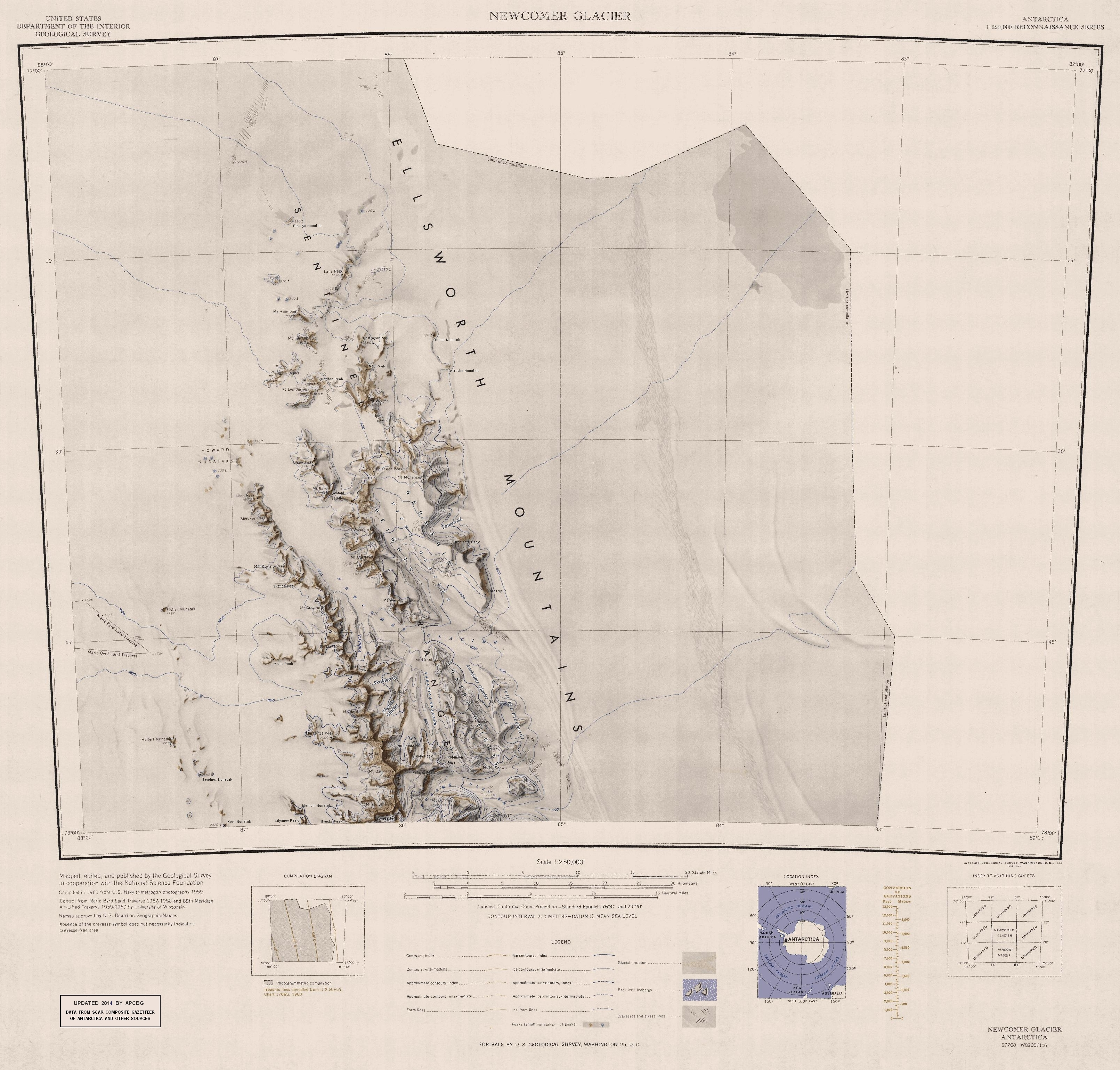

阿赫里達峰（英語：Ahrida Peak）是南極洲的山峰，座標78°01′48″S 86°06′46.6″W / 78.03000°S 86.112944°W，位於埃爾斯沃思地，屬於埃爾斯沃思山脈中森蒂納爾嶺的一部分，處於赫爾山東北面9.8公里、錫利亞諾夫峰以東6.5公里、戈德斯懷特山西南面3.57公里和托德山西北面9.13公里，現時由南極條約體系管理。